# イギリス国鉄371形・381形・471形電車
イギリス国鉄371形・381形・471形電車は、イギリス国鉄末期にネットワーク・サウスイーストセクターが計画した電車で、ネットワーカーシリーズの一員である。サウス・イースト・イングランドでの運用が予定されたが、いずれも国鉄の財政難により計画は実現することはなかった。

## 371形・381形
2形式とも交流25000V架線と直流750Vの第三軌条の両方に対応する交直両用電車として計画され、「ユニバーサルネットワーカー」という愛称がつけられる予定だった。371形はテムズ2000の輸送力増強用、381形はビクトリア、チャリング・クロスからケント沿岸方面、キングスクロスからのグレートノーザン系統、フェンチャーチ・ストリートからのロンドン・ティルベリー・アンド・サウスエンド線などの旧型車置き換え用として予定されていた。

## 471形
471形は「メインライン・ネットワーカー」と呼ばれ、ケント方面の長距離運用の主力だった411形の置き換え用として計画された。1991年8月に発表されたモックアップによると当時の南西部の最新型だった442形「ウェセックス・エクスプレス」と同様の先頭貫通路つきの4両編成、側扉は戸袋を有し、座席配置が2+2および2+3の普通席と1等個室の2クラスが設けられたが、両クラスとも座席の間隔はさほど変わらなかった。広報によると、冷房装置、車内販売準備室、公衆電話、床のカーペット、半自動ドア、1等個室の各席の読書灯、快適さを考慮した背の高い座席、拡声システム、およびLED式乗客案内装置が設置されるとされた。1993年に運行開始予定とされたが、1992年の時点で資金不足が伝えられ、それから大きな動きはなかった。

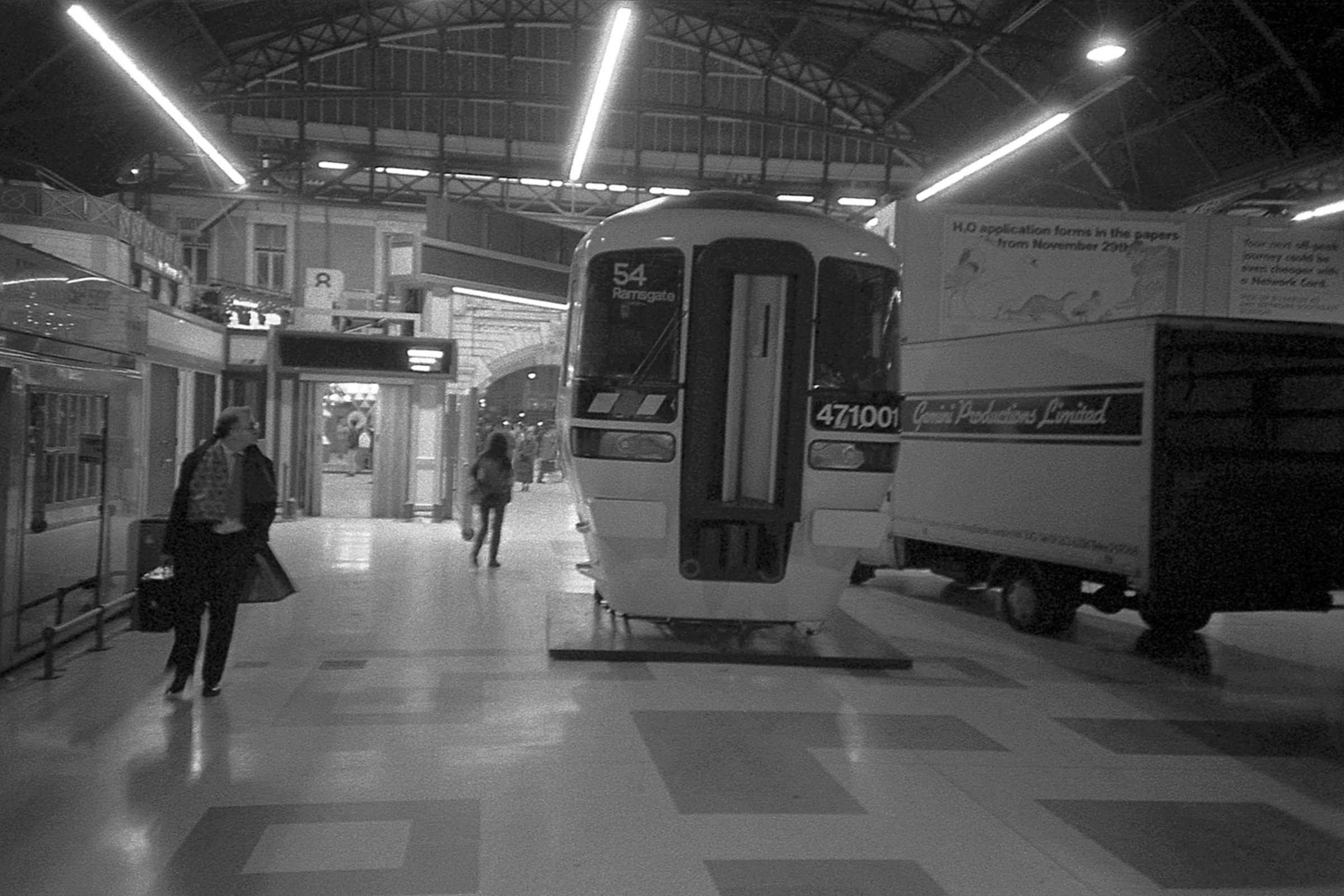
先頭部のモックアップ（ロンドンビクトリア駅）
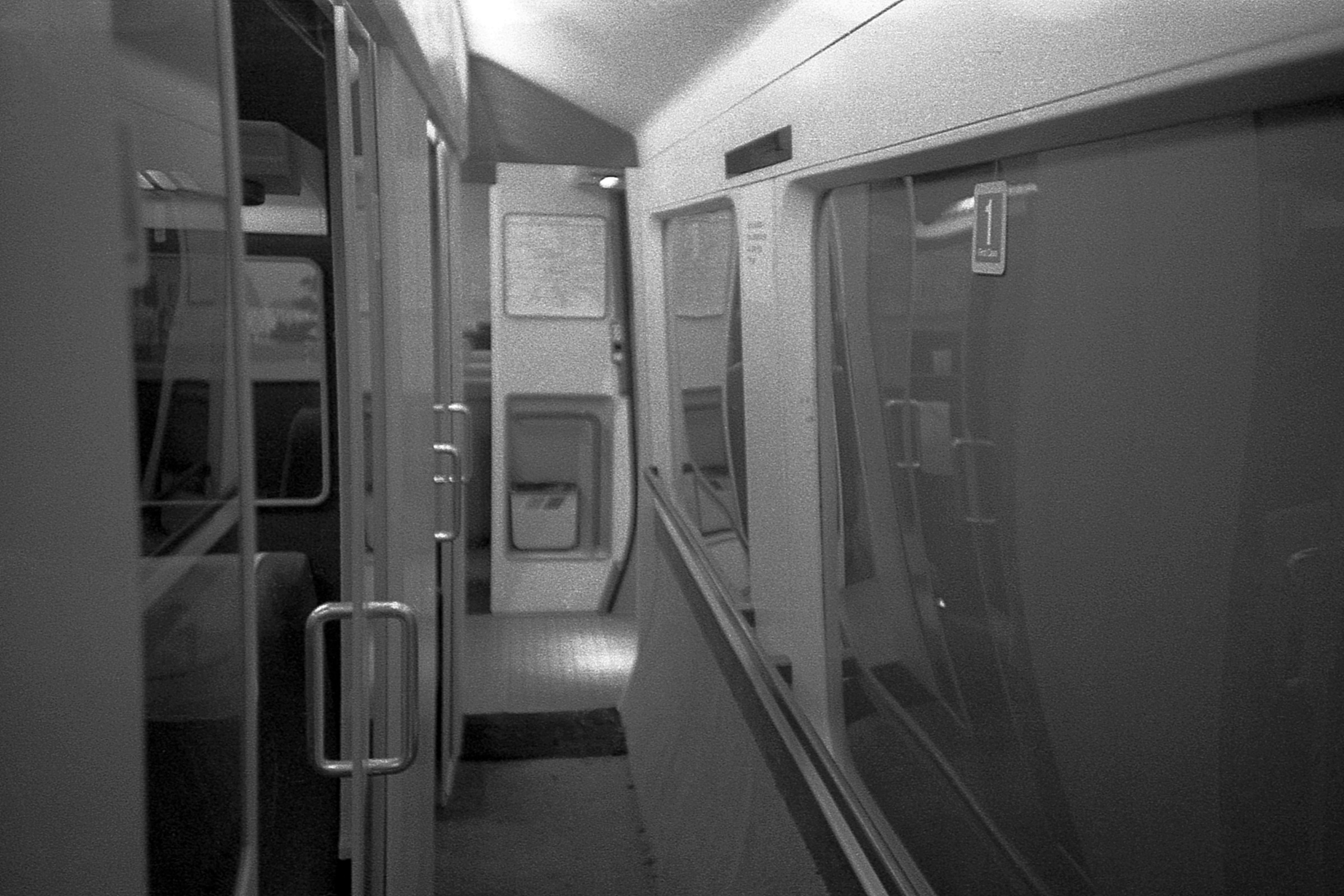
1等車の廊下
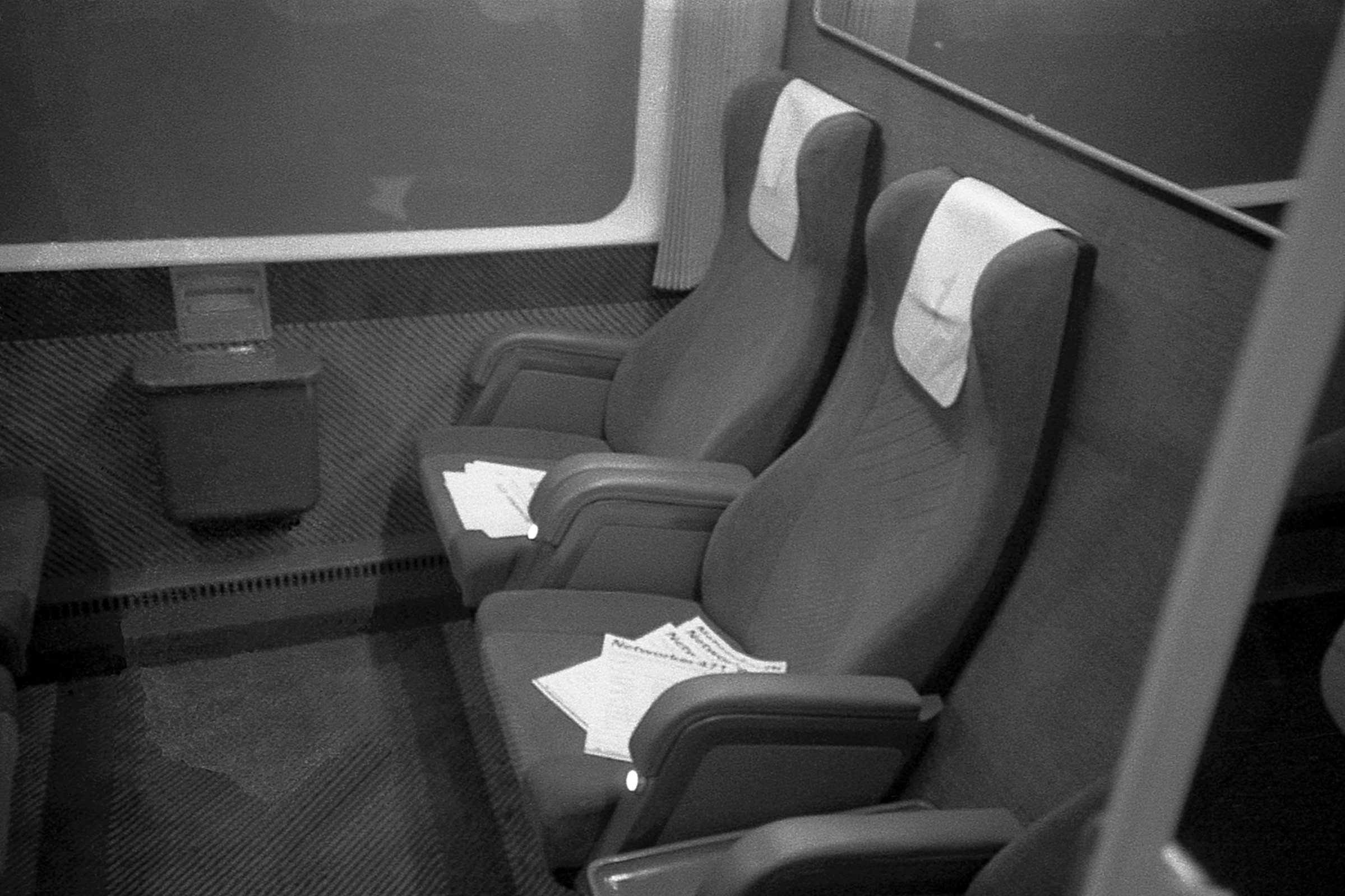
1等個室の内部
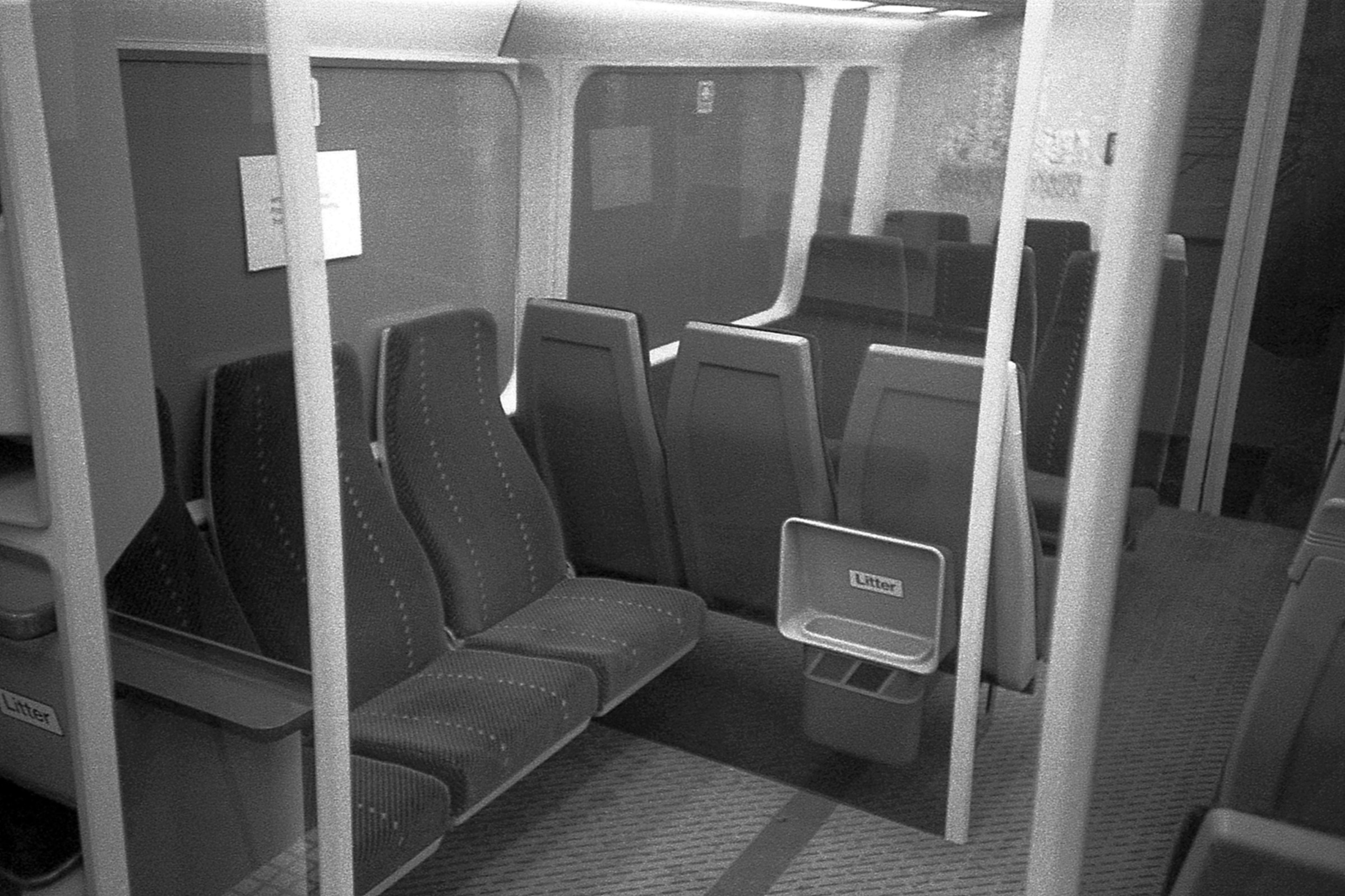
普通車のインテリア

## 計画中止後
371形・381形・471形が断念されたのち、その代替として既存の465形の派生型である365形交直両用車が増備されることとなり、このうちグレートノーザン系統用の25編成、ケント沿岸系統用の16編成、合計41編成が長距離運用に対応するよう設計変更された 。
テムズリンクで約30年間主力として活躍した319形交直両用車は、シーメンスデジロシティファミリーの一部である700形に置き換えられた。一方、エレクトロスターシリーズは南東部のいくつかの長距離ルートで利用されている。375形と377形の両方のエレクトロスターには、クラス700の納入中にテムズリンクによって一時的に運用されていた387形と同様、交直両用のバリエーションがある。現在、365形の全編成がグレートノーザンルートで使用されている。357形はLTSサービスで使用されている。